# مرو مطیعانه در آن خواب خوش
مرو مطیعانه در آن خواب خوش (به انگلیسی: Do not go gentle into that good night) شعری در قالب ویلانل از شاعر ولزی دیلن توماس است که یکی از شناخته‌شده‌ترین آثار او محسوب می‌شود. این شعر نخستین بار در سال ۱۹۵۱ در مجله بوتیگیو سکور منتشر شد. توماس آن را قبل‌تر در سال ۱۹۴۷، هنگام بازدید از فلورانس همراه با خانواده‌اش سرود. این شعر بعدها، همراه با دیگر آثار توماس، در کتاب در خواب روستا و سایر شعرها و همچنین در کتاب «شعرهای جمع‌شده بین ۱۹۳۴–۱۹۵۲» گنجانده شد. این شعر در تاریخ ۱ ژانویه ۲۰۲۴ وارد مالکیت عمومی شد.
گفته شده است که او این شعر را برای پدرش که در بستر مرگ بود سرود، هرچند که خودش پیش از کریسمس ۱۹۵۲ درگذشت. این شعر عنوانی جز بیت اول یعنی «مرو مطیعانه در آن خواب خوش» ندارد، سطری که همراه با سطر دیگر آن، «خشمگین شو، خشمگین شو در برابر خاموشی نور» در سراسر شعر به‌عنوان بندگردان تکرار می‌شود.

## شعر
| مرو مطیعانه در آن خواب خوش، پیری باید بدرخشد و آتش بیافروزد در پایان روز؛ بخروش، بخروش بر مرگ نور. *** مردمان فکور گرچه می‌دانند در پایان تاریکی محتوم است، اما چون کلامشان آذرخشی نیافروخته نمی‌روند مطیعانه در آن خواب خوش. *** مردمان خوب که در فرود آخرین موج فریاد برمی‌آورند چه زیبا تلاش خُردشان در خلیجی سبز به رقص می‌توانست آید می‌خروشند، می‌خروشند بر مرگ نور. *** مردمان پرشور که در پرواز خورشید را آواز می‌خواندند و چه دیر می‌فهمند که غروبش را در حال نوحه بودند نمی‌روند مطیعانه در آن خواب خوش. *** مردمان بزرگ، در آستانهٔ مرگ، که می‌بینند در آفتابِ کورکنان که چشمان کور هم می‌تواند بدرخشد شادمانه و چون شهاب می‌خروشند، می‌خروشند بر مرگ نور. *** و تو، پدرم، بر فراز آن ارتفاع اندوهناک نفرین یا دعایم کن با اشک‌های خشمگین ات، التماس دارم. نرو مطیعانه در آن خواب خوش؛ بخروش، بخروش بر مرگ نور. |  | Do not go gentle into that good night Old age should burn and rave at close of day Rage, rage against the dying of the light Though wise men at their end know dark is right Because their words had forked no lightning they Do not go gentle into that good night Good men, the last wave by, crying how bright Their frail deeds might have danced in a green bay Rage, rage against the dying of the light Wild men who caught and sang the sun in flight And learn, too late, they grieved it on its way Do not go gentle into that good night Grave men, near death, who see with blinding sight Blind eyes could blaze like meteors and be gay Rage, rage against the dying of the light And you, my father, there on the sad height Curse, bless, me now with your fierce tears, I pray Do not go gentle into that good night Rage, rage against the dying of the light |

## قالب
ویلانل شامل پنج سطر سه‌خطی و به دنبال آن یک رباعی چهارسطری که در مجموع نوزده سطر را شامل می‌شود. ساختار آن با دو بندبرگردان و دو قافیه تکرار می‌شود. بیت اولِ سطر اول به عنوان آخرین سطر مصراع دوم و چهارم؛ و سطر سوم مصرع اول به عنوان آخرین سطر بیت سوم و پنجم عمل می‌کند.
در این شعر نیز به همین‌گونه که سطر "Do not go gentle into that good night" بند دوم و چهارم؛ و سطر "Rage, rage, against the dying of the light" در بند سوم و پنجم تکرار شده است. و هردوی اینها در نهایت دوباره همان‌گونه که در بند اول تکرار شده‌اند، در بند ششم (آخر) نیز تکرار شده‌اند.

## درون‌مایه
در سطر اول، شاعر پدرش را تشویق می‌کند که «به آرامی به آن شب خوب نرود»، بلکه او، پدرش را به «خروشیدن و خشمگین شدن بر مرگ تاریکی» تشویق می‌کند. سپس در ابیات بعد، فهرستی از انواع انسان‌ها، با استفاده از عباراتی مانند «فکور»، «خوب»، «پرشور» و «بزرگ» را توصیف می‌کند که با شیوه‌های خاص خود، برداشت خود را از شعر را جلوه‌گر می‌شوند. او در مصراع پایانی، با التماس از پدرش که او را بر «ارتفاعی اندوهناک» مشاهده می‌کند، التماس می‌کند که: «نفرین یا دعایم کن با اشک‌های خشمگین‌ات» و در نهایت یک بار دیگر قافیه‌ها را تکرار می‌کند.

### تحلیل
در این شعر نوشتهٔ دیلن توماس، سخن‌گوی شعر پدرش را در آستانه مرگ به مقاومت فرا می‌خواند و از او می‌خواهد که تسلیم تاریکی نشود، بلکه با خشم و شعله علیه خاموشی بجنگد. شعر در فرم ویلانل، با تکرار دو مصرع کلیدی، در شش بند تنظیم شده و در هر بند گروهی از مردان را—دانایان، نیکان، وحشیان، و جدیان—در مواجهه با مرگ توصیف می‌کند. اینان، با آن‌که می‌دانند مرگ اجتناب‌ناپذیر است، به سبب ناکامی در تحقق تمام پتانسیل‌های‌شان، علیه آن می‌خروشند. از این منظر، مرگ نه پایان بلکه عامل بیدارکننده‌ای است که ارزش زیستن را به انسان یادآور می‌شود.
در بند پایانی، لحن عمومی و فلسفی شعر به شکل خصوصی و احساسی تغییر می‌یابد؛ شاعر مستقیماً پدرش را خطاب قرار می‌دهد و در لحظات آخر زندگی‌اش، از او می‌خواهد با اشک‌های خشم‌آلود بر مرگ غلبه کند. این دوگانهٔ عام و خاص، جهانی و شخصی، جوهر اصلی شعر است: شعر همزمان یک اندرز فلسفی در مواجهه با فنا و یک نالهٔ پسرانه برای ادامه زندگی است. تأخیر در آشکار کردن مخاطب واقعی شعر (پدر) موجب می‌شود مخاطب ابتدا خود را در جایگاه مردان گوناگون شعر بیابد، و آنگاه در پایان، آن پیام فلسفی را در تجربه‌ای کاملاً انسانی و عاطفی بازشناسی کند.

## در دیگر آثار

#### موسیقی
- ترانه‌سرای اسپانیایی، رافا بوسرو، این شعر را با موسیقی همراه کرده و چند بیت از آن را به اسپانیایی برگردانده است. او این آهنگ را در خانه زادگاه دیلن توماس در سوانزی اجرا کرده است.
- این شعر به‌عنوان متن قطعه یادبود دیلن توماس[و ۴] (1954) برای تنور و گروه موسیقی مجلسی، ساخته ایگور استراوینسکی استفاده شد. این اثر اندکی پس از مرگ توماس نوشته شد و در سال ۱۹۵۴ اجرا شد.[۱۳]
- جان کیل آن را در آلبوم واژگانی برای مردن[و ۵] (۱۹۸۹) خوانده است.[۱۴]
- جین هکمن آن را در فیلم Loose Cannons (۱۹۹۰) نقل می‌کند.
- گروه چامباوامبا[و ۶]در آهنگ «خشم» از آلبوم آنارشی (۱۹۹۴) به آن اشاره کرده است.
- در آهنگ «بله» از آلبوم پنجم گروه سیدر[و ۷] با عنوان بهتر است سیم‌ها را به فری بسپارید[و ۸] (۲۰۱۱)، در قسمت هم‌خوانی، به شعر اشاره شده است.
- در آهنگ «Two-Twenty-Nine» از آلبوم So Far from Home (۲۰۰۰) توسط گروه Brave Saint Saturn، نزدیک پایان آهنگ دکلمه می‌شود.
- در آهنگ «Sudden Life» از گروه Rise Against در آلبوم The Black Market (۲۰۱۴) به آن اشاره می‌شود.
- در آهنگ «حتی پدرم گاهی انجام می‌دهد» از اد شیرن، جمله «بخروش و بخروش بر مرگ نور» آمده است.
- در آهنگ «لایت‌کیپر»[و ۹] از بو بروس، به شعر در جمله «بخروش و بخروش بر مرگ نور» ارجاع داده می‌شود.
- الهام‌بخش آهنگ «بخروش و بخروش بر مرگ نور» از گروه آنال نتراخ[و ۱۰] در آلبوم Domine Non Es Dignus (۲۰۰۴) بوده است.
- در پایان آهنگ «Somebody to Die For» از گروه Hurts، جمله «don’t go gentle into the good night, rage on against the dying light» به کار رفته است.

#### ادبیات
- در رمان قلب دنباله‌دار، نوشته دیوید برین و گرگوری بنفورد (۱۹۸۶)، از آن نقل‌قول شده است.
- عنوان رمان/شعر چنین شتابان وارد آن شب تاریک مشو نوشته آنتونیو لوبو آنتونس از این شعر الهام گرفته و به آن اشاره دارد.
- در رمان با هم (۲۰۱۰)، اولین کتاب از سه‌گانه‌ای نوشته Ally Condie، به آن اشاره شده است. شخصیت کاسیا آن را از پدربزرگش دریافت می‌کند و بعداً آن را نابود می‌کند. در دو کتاب دیگر یعنی صلیبی‌ها و رسیده‌ها نیز به آن ارجاع داده می‌شود.

#### هنر
- الهام‌بخش سه اثر (در سال‌های ۱۹۵۴، ۱۹۵۶ و ۱۹۶۵) از نقاش اهل سوانزی، سری ریچاردز، بوده است.[۱۵]

#### سینما
- در فیلم گنج آمازون (۲۰۰۳)، شخصیت دکلن با بازی ایوان برمنر از آن استفاده می‌کند.
- در فیلم بازگشت به مدرسه (۱۹۸۶)، شخصیت تورنتون ملون با بازی رودنی دنجرفیلد، این شعر را می‌خواند، زمانی که معلم زبان انگلیسی‌اش او را وادار می‌کند برای الهام گرفتن و کامل کردن یک امتحان، آن را دکلمه کند.[۱۶]
- در فیلم ذهن‌های خطرناک (۱۹۹۵) استفاده شده است.
- در فیلم روز استقلال (۱۹۹۶)، رئیس‌جمهور در حین آماده‌سازی برای رهبری حمله علیه مهاجمان بیگانه، سخنرانی احساسی‌ای ارائه می‌دهد که در آن جمله‌ای اقتباسی از توماس به کار می‌برد: «ما آرام به آن شب فرو نخواهیم رفت».
- در فیلم میان‌ستاره‌ای (۲۰۱۴)، شخصیت پروفسور جان برند با بازی مایکل کین بارها آن را می‌خواند.
- در سریال آمریکایی بی‌شرم، فرانک گلگر از آن استفاده می‌کند.
- در قسمت «فور، فادر»[و ۱۱] از سریال مرد خانواده (۲۰۰۰)، استویی گریفین، بیمار، می‌گوید: «مبارزه کن، استویی، مبارزه کن: «آرام وارد آن شب خوش مشو»، به نقل از باب دیلن… نه، نه، صبر کن… دیلن توماس».
- در تبلیغ تلویزیونی بازی کشتی کج (۲۰۱۵) که با صدای جان سینا پخش شد، استفاده شده است.
- در سریال خانواده مدرن، شخصیت میچل پریچت در قسمت ششم فصل هشتم از آن استفاده می‌کند.
- در قسمت دوم سریال در گوشت[و ۱۲] از بی‌بی‌سی تری[و ۱۳] سنگ‌نوشته‌ای برای امی دِیِر[و ۱۴] با ارجاع به شعر نوشته شده است.
- در قسمت «کد شکسپیر» از سریال داکتر هو[و ۱۵] (۲۰۰۷)، دکتر دهم به ویلیام شکسپیر هشدار می‌دهد که نمی‌تواند از این شعر استفاده کند چون متعلق به شخص دیگری است.
- عنوان یک قسمت از سریال خاطرات خون‌آشام (۲۰۱۱) از این شعر گرفته شده است.
- در سریال ماجراهای وقت، پرنسس بابلگام در قسمت «جادوگر آسمان» (۲۰۱۳) خط اول شعر را می‌خواند.
- کارتونیست دیو کلت[و ۱۶] در کمیک شلدون[و ۱۷] از شعر برای نمایش سختی‌های خواباندن بچه‌ها استفاده کرده است.[۱۷]